# アラビア語チュニジア方言
チュニジア方言（チュニジア方言:تونسي、IPA: ˈtuːnsi 英: Tunisian）はチュニジアで話されているアラビア語の方言（アーンミーヤ）。主にチュニジア人によって母語として話されており、チュニジアの国語。チュニジアに住む約1200万人の人々や、海外に住むチュニジア人が使用している。話者の間では「トゥンシ」（「チュニジア人」を意味する）、またはデリジャ（「共通語」）として知られる。
チュニジア方言は、ベルベル語、フェニキア語、およびラテン語（アフリカのロマンス語）の基盤の上に成り立っている。さらに、チュニジア方言は歴史上この地域に住んだり統治したりした人々の言語、特に正則アラビア語、トルコ語、イタリア語、スペイン語、そしてフランス語の影響を受けている。
チュニジア方言はチュニジア全土で話されており、言語的な連続体の一部として存在している。マルタ語に非常に近い言語であり、その形態論、統語論、発音、語彙は他のアラビア語とはかなり異なっているため、他のアーンミーヤを話す人々がチュニジア方言を理解することは難しい。しかし、マルタ語、アルジェリア東部方言、リビア西部方言の話者ならば、強いアクセントの違いはあるものの部分的に理解可能である。
チュニジアにおける多言語使用や、チュニジア方言に存在する歴史的な言語的影響、そして海外に定住する大規模なディアスポラの影響により、チュニジア人が日常会話でチュニジア方言とフランス語、英語、アラビア語、その他の言語を混ぜるコードスイッチングを行うことは一般的となっている。

## 分布
チュニジア方言はアラビア語マグリブ方言の一部であり、アフロ・アジア語族に属し、特にセム語派の分岐に属している。
言語的な連続体の一部として、チュニジア方言はマルタ語、アルジェリア語、リビア方言と部分的に相互理解可能性があると報告されている。しかし、チュニジア方言はモロッコ方言、エジプト方言、北レバントアラビア語、メソポタミア方言、および湾岸方言とはほとんど、あるいは全く相互理解ができない。
またチュニジア移民の居住地が存在するドイツ、ベルギー、フランスなどのヨーロッパにも存在は及んでいる。

## 歴史

### チュニジア方言の始まり

#### 古代チュニジアの言語状況
古代、チュニジアの住民はヌミディア語に近い古代ベルベル語を話していた。フェニキアからの移民は紀元前12世紀から紀元前2世紀にかけてチュニジアに定住し、カルタゴを建設して徐々に現地の住民と混ざり合った。これらの移民らは自分たちの文化や言語を持ち込み、それがカルタゴ文明を通じて北アフリカ、イベリア半島、島嶼部の他の地域へと徐々に広まっていった。
紀元前8世紀から、チュニジアの一部の住民はフェニキア語の変種であり、現地のベルベル語（ヌミディア語）の影響を受けた言語であるフェニキア語を話していた。また、この時期カルタゴ周辺のフェニキア系住民が多く住む地域では、使用されていたベルベル語に大きな変化が生じた。「アフリカ」という名称は、カルタゴと最初に接触したベルベル系のアフリディ族に由来している。さらに、紀元前3世紀までのこの時期、ベルベル語のティフィナグ文字はフェニキア文字から発展した。
紀元前146年のカルタゴの崩壊に伴いローマ人が到来したとき、当時のエリート層はすでに「フェニキア化」されていた。ローマ時代からアラブの征服までの間に、ラテン語とギリシャ語がチュニジア方言にさらに影響を与えた。しかし、フェニキア語とアラビア語はどちらもセム語であり、多くの共通の語根を持っているため、フェニキア語の存在がこの地域でアラビア語の普及を促進した可能性もある。

#### 中世
チュニジア方言は、673年にチュニジア（当時はイフリーキヤ、さらに以前はアフリカと呼ばれていた）がウマイヤ朝の領土となった際にアラビア語と接触した。いくつかの都市に住んでいたロマノ・アフリカ人が話していたチュニジア方言はアラビア語の影響を受けたが、チュニジア西部および南部の山岳地帯は依然としてベルベル語が主流であった。
11世紀以降、現地の言語とアラビア語との接触によって、チュニジアの主要な沿岸都市にいくつかの新しい都市方言が現れた。これらの方言は、否定形の表現など、ベルベル語、フェニキア語、またはラテン語（アフリカのロマンス語）に由来する多くの語彙や共通の文法構造に影響を受けた。また、これらの新しい方言は他の歴史的な言語からも大きな影響を受けた。
このように、「qarnīṭ」（タコ）などのチュニジア方言およびマグリブの多くの単語にはラテン語由来の語源がある。さらに、シチリア語はシチリア島、マルタ、サルデーニャなどチュニジアに近い複数の島々で話されており、これらの言語は接触と地理的な近さによって互いに影響を与え合うこととなった。

### オスマン帝国時代とベイリック時代
17世紀から19世紀にかけて、チュニジアはスペインの支配下に入り、その後オスマン帝国の支配を受け、1609年にはモリスコ人やイタリア人の移民を受け入れた。これにより、チュニジア方言、スペイン語、イタリア語、トルコ語が接触した。この時期、チュニジア方言にはスペイン語やトルコ語からの多くの新しい語彙が取り入れられ、トルコ語の接尾辞「-jī」が職業を表すために名詞に付加されるなどの文法も導入されました。kawwāṛjī（焼き職人）、qahwājī（コーヒー売り）などがそれに当たる。

### 近代
フランスの保護領時代、チュニジアはフランス語と接触した。この接触はチュニジア方言に大きな影響を与え、多くの新しい語彙や文法構造、語の意味がフランス語から取り入れられた。

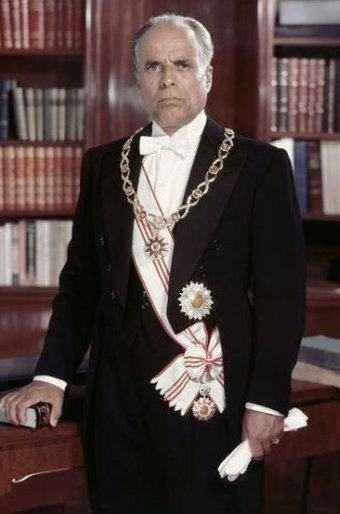
チュニジアの指導者ハビーブ・ブルギーバ、公式行事や宗教的な祝典でチュニジア方言を用いて演説していた

この時期は、チュニジア人によるチュニジア方言への関心と、その体系化が高まった時期でもあった。この時期には、Taht Essourによるようなチュニジア方言の正式かつ文学的な使用が広まり始め、主にフランス人やドイツ人の言語学者によって、チュニジア方言に関する研究がさらに進められた。さらに、チュニジア方言はフランスの高校で選択科目として教えられるようになった。
1956年にフランスから独立した際、チュニジア方言はチュニジア社会内でのコミュニケーションや交流における主要な言語となった 。
チュニジア独立後の時期には、文学や教育（当時は主にフランス語）におけるチュニジア方言の使用が加速した。1966年以降、アメリカの平和部隊によってチュニジア方言が教えられるようになり、さらに多くの研究が行われた。これらの研究の中には、プログラミングやチュニジア方言の自動コーパスの作成など、新しい方法を用いたものもあった。
この時期には、より伝統的な研究も行われ、チュニジア方言の音韻論、形態論、語用論、意味論に関する研究が進められた。1980年代以降、チュニジア方言で書かれた短編小説がいくつか発表され、2012年にはスワデシュ・リストが作成さた。現在、チュニジア方言はパリのINALCO（1916年からチュニジア方言の授業を提供）や、チュニスにあるIBLV（1990年からチュニジア方言の授業を提供）など多くの機関で教えられており、またフランスの高校では選択科目として教えられている。1999年には、1878人のフランス人学生がフランスのバカロレアでチュニジア方言を受験した。現在、フランスでは基礎教育におけるチュニジア方言の導入が進んでいる。
フランスでは、1999年5月の「地方言語または少数言語のための欧州憲章」に基づき、チュニジア方言は少数言語として認められた, 。

## 使用
チュニジア方言はチュニジア人の母語であり、チュニジアのベルベル語話者にとっては第二言語でもある。チュニジア方言はフランス語と同様に学校で学ばれ、1980年代以降には多くの広告看板のスローガンや企業名がチュニジア方言で書かれるようになった。

### 文化
多くの民話や詩がチュニジア方言で語られており、伝統的な口承として、巡回する語り手がフェスティバルや市場で「ブサディア」などの演目を披露する, , 。代表的なものには、「フカーヤ・ウミ・シーシーとオオカミ」があり、1960年代には、これらの最も人気のある作品がアブデルアジズ・エル・アロウイによってERTT(Établissement de la Radiodiffusion-Télévision Tunisienne)でチュニジア方言で録音されたり、他の著者によって主にフランス語に翻訳されたりした。
出版・翻訳ハウスのCarthage Translationは、アブデルアジズ・エル・アロウイの物語やチュニジアのクラシック音楽を複数の言語に翻訳し、アラビア文字とラテン文字の両方で同時に転写された形式で出版している。
同様に、歴史的な背景を持つ場合を除いて、ほとんどの演劇作品はチュニジア方言で書かれており、歌も一般的にチュニジア方言で作曲されている。
1990年代以降、チュニジア方言で執筆する一部の著者は、チュニジアやフランスで一定の名声を得ている。例えば、ヘディ・バレグはチュニジアのことわざ集を出版し、『星の王子さま』をチュニジア方言に翻訳した。また、『チュニジアの小話』などののタハール・ファザーや『カールブ・ビン・カールブ』、『カワザキ』などのタウフィク・ベン・ブリクなども知られる。
現在、チュニジア方言はすべてのテレビ番組で使用されている。1980年代には「Qrīnaṭ il-šalwāš」や「Mufattiš kaɛbūṛa」など、いくつかのアニメがチュニジア方言に翻訳された。また、チュニジア方言で制作されたいくつかの作品はアラブ世界で一定の評価を得ており、2015年のASBUフェスティバルでの最優秀賞や、2008年のアラブメディア創作フェスティバルでの賞を受賞している。
さらに、1990年代以降、メディアを通じた広告ではほぼチュニジア方言が使用されており、多くの広告看板には、企業のスローガンや元々の名称、または代替名称がチュニジア方言で書かれている。
また、チュニジア方言は著者の好みなどに応じて、アラビア文字（特に音素 /p/（پ）、/v/（ڥ）、/g/（ڨ）を表記するために修正されたもの）またはラテン文字（発音記号付き）で書かれる。

### 音楽
チュニジア方言で書かれた最も古い詩は17世紀のもので、1693年にスファックスのメディナで亡くなったシェイク・アブ・エルハッサン・エルカライによって書かれた。
| عَدِّيت فـ الصُّغر عَدِّيت يَا حَسرتِي على زمَانِي بالطَّار و الدُّفّ غَنِّيت و زهِيت بـ حُسن المَعَانِي لـ الرَّبّ مُولَايَا وَلِّيت تَوبَة نَصُوحَة عطَانِي | għeddìt fì- il-ṡuġr għeddìt, ye ħasrtì għle zmènì, b- il-ŧar w il-dduff ġennìt, w zhìt b- ħosn il-megħanì, l- il-rrabb mùlèye wellìt, tewbe neṡùħa għŧanì. |

また、同じく17世紀に、チュニジア方言で書かれた別の詩が、カライの特性を称賛する内容で書かれた。
| خموسي يا كراي قاصد ليك بـ نية جيتك يا مولى الراي تبري سقمان بيا شيلة مولى البرهان و البركة وصايا يا شيخ يا سلطان بـ الله كون معايا يكفي من ذا الهجران وصلك يبري دايا لـ اني فاني عاشق، حبك زاد عليا خموسي يا كراي قاصد ليك بـ نية | xmùsì ye kerray qaṡid lìk b- niyye jítik ye mùle il-ray tobrì soqmèn bìyya ċìlatt mùle il-borhèn w il-beṛke waṣṣaye yā ċìx ye solŧan b- il-lèh kùn mgħaye yikfì min đā il-hijran waṡlik yobrì dèye l- innì fennì għaċiq, ħobbik zèd għleyye xmùsì ye kerray qaṡid lìk b- niyye |

### 第二言語
タタウイヌやマトマタ周辺の南部の山岳地帯、およびジェルバ島南部の一部の村（グエララ） に住むベルベル語話者は、しばしばチュニジア方言を第二言語として話し、母語は通常ベルベル語である。これらのベルベル語方言の話者数は不明だが、話者の減少によりこの言語は消滅の危機に瀕している。
この国に溶け込みたい外国人や、逆に海外で生まれたチュニジア移民の子孫も、チュニジア方言を第二言語として話す人々に含まれる。

## 方言
チュニジア方言は以下のように細分化される。
- 定住民方言
  - 都市方言
    - チュニス方言 (aeb-tun)
    - スファックス方言 (aeb-sfa)

  - 村落方言
    - サーヘル方言 (aeb-sah)
- ベドウィン方言
  - バヌー・ヒラール系方言
    - South-Western Tunisian (aeb-sow)

  - バヌー・スライム系方言
    - South-Eastern Tunisian (aeb-sou)
    - North-Western Tunisian (aeb-nor)

これらのうち、2004年に行われた調査によれば少なくともチュニジア人男性の間ではチュニス方言が全国的に用いられる平準化の傾向が見られると指摘されている。これには、チュニジアが比較的小さな国であること、マグリブ諸国の中でもベルベル人の割合が特に低いこと、国全体にわたる高い識字率、そして主要メディアがチュニスに拠点を置いていることなどの要因が挙げられる。

## 主な特徴

### 発音面
- ق - フスハーの/q/がベドウィン方言において有声軟口蓋破裂音/g/に変化している。都市方言では多くの場合/q/の発音を保っているものの、ベドウィン方言からの借用語についてはこの限りではない[59]。
- 有声子音と無声子音が隣り合わせると、後側にある子音に同化する[60]。
- 有声咽頭摩擦音/ʕ/で終わる語に無声声門摩擦音/h/が続いた場合、両者が融合して無声咽頭摩擦音の長子音/ħː/として発音する。
- スファックス方言を除く主な都市方言において二重母音の/ai/は/iː/と、/au/は/uː/と長母音化する[61][62]。一方、村落方言では/ai/は/eː/と、/au/は/oː/と発音される[57]。
- フスハーの短母音のうち、/a/は/e/と、/u/は/o/と発音する場合がある[62]。
- フスハーの長母音のうち、/aː/は前後に咽頭化音や喉音がない場合に/eː/と発音する[62]。

## アラブ世界におけるチュニジア方言の影響
いくつかのチュニジア方言の単語は、有名なアラブの歌や詩の歌詞や脚本に使用されており、マージダ・エル・ルーミーの「ɛa-is-slāma」 などがその例である。さらに、フセイン・アル・ジャスミやディナ・ハイエクなどのアラブの歌手は、チュニジア方言で古いチュニジアの歌を歌うことで知られている。チュニジア方言は、いくつかのベルベル語方言に構造や単語を移転することで影響を与えた。また、チュニジア方言はマルタ語の起源にもなっている。「Il-Ţalyānī」は、チュニジア方言で「イタリア人」を意味する言葉で、チュニジア方言の抜粋を含む標準アラビア語で書かれた小説のタイトルとして使用され、2015年にはアラブ文学のブッカー賞を受賞した。さらに、レバノンのテレビシリーズ「Cello」など、他のアラブ諸国の人気テレビシリーズにもチュニジア方言を話すキャラクターが登場している。